# Входить ніндзя
Входить ніндзя (англ. Enter the Ninja) — американський бойовик 1981 року.

## Сюжет
Після завершення навчання в школі ніндзя, ветеран армії Коул їде на Філіппіни відвідати старого приятеля Френка Ландерса. Френк з дружиною Меріенн утримують фермерське господарство на невеликій ділянці землі. Цю землю хоче купити бізнесмен Чарльз Венаріус, але Френк не погоджується. Тоді Венаріус наймає бандитів, щоб силою змусили фермера продати землю. Серед найманців Коул впізнає Хасігаву, свого давнього суперника і береться допомогти другові в боротьбі проти багатого і жадібного лиходія.

## У ролях
- Франко Неро — Коул
- Сьюзан Джордж- Мері Енн
- Сьо Косугі — Хасігаві
- Крістофер Джордж — Венаріус
- Алекс Кортні — Френк
- Вілл Харе — Доларс
- Цахи Ной — Гук
- Костянтин Грегорі — містер Паркер
- Дейл Ісімото — Коморі
- Джуні Гамбоа — містер Месуда
- Лео Мартінес — Пі Ві
- Кен Меткалф — Елліот
- Субас Ерреро — Альберто
- Алан Аміель — ніндзя
- Дуглас Іван — ніндзя
- Боб Джонс — ніндзя
- Джек Тернер — ніндзя
- Дерек Вебстер — людина Венаріуса
- Конрад Ваалкес — людина Венаріуса
- Джим Гейнс — людина Венаріуса
- Дон Гордон Белл — людина Венаріуса
- Ізольду Вінтер — секретар
- Люсі Буш — секретар
- Майкл Дудікофф — людина Венаріуса
- Роберт Волл — бандит